# Tenacious D et Post-Apocalypto
Pour plus de détails, voir Fiche technique et Distribution.
Tenacious D et Post-Apocalypto (Tenacious D in Post-Apocalypto) est un film américain réalisé par Jack Black et Kyle Gass, sorti en 2018.